# Travel Companions
Travel Companions è stata una webserie italiana diretta e prodotta da Ferdinando Carcavallo e Luca Napoletano.

## Trama
La serie consiste in piccoli estratti di viaggi quotidiani in auto di due colleghi che si recano al lavoro dividendo le spese. 
Oltre alle spese i due personaggi della serie condividono le proprie esperienze in questi interminabili viaggi.

## Produzione
Nel 2010 due ingegneri napoletani (Ferdinando Carcavallo e Luca Napoletano) decisero di riprendersi mentre in auto si recavano al lavoro inventando così un modo di passare il tempo e vincere lo stress del traffico della tangenziale. 
Il primo video realizzato, completamente non-sense, piacque tantissimo alle cerchie di amici su Facebook (allora ancora poco frequentato) e quindi i due maturi giovanotti pensarono di cimentarsi in gag più o meno realistiche quasi ogni mattina. Così, grazie anche al contributo artistico e tecnico dei contatti del social network, ecco che nacque la prima stagione di “Travel Companions” che un anno dopo a Los Angeles, nella seconda edizione del "Los Angeles Web Series Festival", vinceva il premio come migliore serie comedy in lingua straniera.
Incoraggiati da questo successo i due videoamatori decisero di mettere su la seconda stagione. Il network televisivo Comedy Central acquistò alcune puntate per il programma “TV Generica” e la serie cominciò a destare l'interesse di stampa web e cartacea e televisioni. A fine 2011 i due decisero di smettere e per suggellare la fine dell'esperienza misero su un cortometraggio celebrativo (“Travel Companions a colori”) con i migliori episodi delle due stagioni. Caso volle che questo corto fu presentato con successo in una speciale serata del Roma Fiction Fest e vinse una menzione speciale al Napoli Film Festival. I complimenti e gli incoraggiamenti incoraggiarono la coppia a continuare a girare altri episodi, anche se la voglia di fare altro cominciava a farsi sentire. Così nacque “Travel Companions Bassa Stagione”, nelle premesse una miniserie di sei episodi che invece diventarono undici e diedero vita ad un secondo corto “Travel Companions in quattro terzi” (2012).
La serie è terminata in seguito alla prematura morte di Luca Napoletano. In suo ricordo Ferdinando Carcavallo ha girato un ultimo video in cui lo si vede mentre parla al telefono col suo defunto amico, ormai in paradiso.

## Episodi
Prima stagione
| n° | Titolo originale        | diffusione on-line | ENG-SUB |
| -- | ----------------------- | ------------------ | ------- |
| 1  | Coristi per strada      | 3 maggio 2010      | no      |
| 2  | Una comune amica        | 5 maggio 2010      | no      |
| 3  | Terziario avanzatO      | 6 maggio 2010      | no      |
| 4  | All about Peppe         | 10 maggio 2010     | si      |
| 5  | Quo vadis?              | 11 maggio 2010     | si      |
| 6  | Che ne parliamo a fare? | 14 maggio 2010     | no      |
| 7  | Gossip girl             | 25 maggio 2010     | si      |
| 8  | Gerundio                | 27 maggio 2010     | no      |
| 9  | Eco(in)sostenibile      | 27 maggio 2010     | si      |
| 10 | Giungla d'asfalto       | 14 luglio 2010     | no      |

Seconda stagione
| n° | Titolo originale                    | diffusione on-line | ENG-SUB |
| -- | ----------------------------------- | ------------------ | ------- |
| 1  | Supercar                            | 24 settembre 2010  | no      |
| 2  | Senti chi parla                     | 1º ottobre 2010    | si      |
| 3  | Inception                           | 22 ottobre 2010    | si      |
| 4  | Non ci resta che piangere           | 2 dicembre 2010    | no      |
| 5  | Il campione                         | 17 dicembre 2010   | no      |
| 6  | Amici miei                          | 17 dicembre 2010   | no      |
| 7  | La patata bollente                  | 22 dicembre 2010   | no      |
| 8  | Uomini che odiano le donne          | 19 gennaio 2011    | si      |
| 9  | Storia d'amore                      | 11 febbraio 2011   | no      |
| 10 | Mangia prega ama                    | 11 febbraio 2011   | no      |
| 11 | Le relazioni pericolose             | 14 febbraio 2011   | no      |
| 12 | Profondo rosso                      | 22 febbraio 2011   | no      |
| 13 | La ragazza che giocava con il fuoco | 4 marzo 2011       | no      |
| 14 | Senti chi parla adesso              | 31 marzo 2011      | no      |
| 15 | Quarto potere                       | 5 aprile 2011      | no      |
| 16 | Arancia meccanica                   | 13 aprile 2011     | no      |
| 17 | Misery non deve morire              | 17 giugno 2011     | no      |

Bassa stagione
| n° | Titolo originale              | diffusione on-line | ENG-SUB |
| -- | ----------------------------- | ------------------ | ------- |
| 0  | Il paradiso può attendere     | 20 dicembre 2011   | no      |
| 1  | X-MEN                         | 23 dicembre 2011   | no      |
| 2  | Le conseguenze dell'amore     | 28 dicembre 2011   | no      |
| 3  | Dentro la notizia             | 1º gennaio 2012    | no      |
| 4  | L'ultimo dominatore dell'aria | 7 gennaio 2012     | no      |
| 5  | Gomorra                       | 12 gennaio 2012    | no      |
| 6  | Le ali della libertà          | 18 gennaio 2012    | no      |
| 7  | Lost in translation           | 15 febbraio 2012   | no      |
| 8  | Memento                       | 21 febbraio 2012   | no      |
| 9  | Allegro ma non troppo         | 2 marzo 2012       | no      |
| 10 | Buddy Buddy                   | 27 marzo 2012      | no      |
| 11 | Gli ultimi giorni di Pompei   | 14 settembre 2012  | no      |

## Cortometraggi
Nel 2011 e 2012 sono stati realizzati due cortometraggi tratti da 'Travel Companions' con lo scopo di promuovere la serie nei festival del cinema italiani.
Travel Companions a colori (2011)
Il corto contiene quattro episodi delle prime due stagioni della serie ("Senti chi parla", "Eco(in)sostenibile","Inception","Quo vadis")
Travel Companions in Quattro Terzi (2012)
Il corto, in bianco e nero e in formato Letter Box, contiene quattro episodi dell'ultima stagione della serie ("Buddy Buddy", "Le ali della libertà","Memento","Allegro ma non troppo").

## Distribuzione
La serie viene distribuita su Internet sia su YouTube che sul sito ufficiale della serie.

## Premi e riconoscimenti
| Mese Anno      | Manifestazione                  | Nominated work  | Premio                                                                   | Note                                                              |
| -------------- | ------------------------------- | --------------- | ------------------------------------------------------------------------ | ----------------------------------------------------------------- |
| Marzo 2011     | Los Angeles Web Series Festival | Vincitore/trice | Outsanding subtitled web comedy                                          |                                                                   |
| Maggio 2011    | New Media Film Festival         | Vincitore/trice | Audience Choice                                                          |                                                                   |
| Settembre 2011 | Roma Fiction Fest               |                 | Presentazione all'evento "Spazio Web"                                    | Corto "Travel Companions a colori"                                |
| Ottobre 2011   | Marseille Web Fest              | Candidato/a     |                                                                          |                                                                   |
| Ottobre 2011   | Napoli Film Festival            | Vincitore/trice | Menzione speciale della giuria SchermoNapoli Corti                       | Corto "Travel Companions a colori"                                |
| Novembre 2011  | 41º Parallelo (New York)        |                 | Presentazione a New York del cortometraggio "Travel Companions a colori" |                                                                   |
| Luglio 2012    | Ischia Film Festival            |                 | Selezione fuori concorso del cortometraggio "Travel Companions a colori" |                                                                   |
| Settembre 2012 | Napoli Film Festival            | Candidato/a     | Selezione alla sezione SpazioNapoliCorti                                 | Corto "Travel Companions in Quattro terzi"                        |
| Ottobre 2012   | Roma Fiction Fest               |                 | Partecipazione nella sezione Web Series                                  | Corto "Travel Companions in Quattro terzi"                        |
| Novembre 2012  | Immaginario TV                  |                 | Partecipazione al laboratorio Web Series                                 | Presentazione episodio "Inception" (Seconda Stagione)             |
| Maggio 2013    | Bellaria Film Festival          | Vincitore/trice | Cortoconiglio 2013                                                       | Cortometraggio "Ricordati di me", riedizione dell'episodio BSx10) |
| Settembre 2013 | Roma Web Fest                   | Candidato/a     | Finalista nella sezione Comedy/Sketches                                  | Episodio "Eco(in)sostenibile"                                     |
| Ottobre 2013   | Roma Fiction Fest               |                 | Ricordo di Luca Napoletano                                               | Episodio "Buddy Buddy"                                            |
| Ottobre 2013   | Napoli Film Festival            | Vincitore/trice | I Premio SchermoNapoliWeb                                                | Bassa Stagione                                                    |
| Ottobre 2013   | Campi Flegrei Web Fest          | Vincitore/trice | Migliore Sceneggiatura                                                   |                                                                   |

## Omaggi e citazioni
La serie è stata più volte citata in produzioni video su web successive a titolo di omaggio. 
È il caso della web serie Chiacchierpillar del 2015 di Walter Leonardi, Flavio Pirini e Alessio Tagliento, prodotta da Radio Due in collaborazione con la trasmissione radiofonica Caterpillar.
Nel 2017 la webserie "Noi due (e gli altri)" di Alessia Barela, Francesca Figus e Monica Cervini, diretta da Alessio De Leonardis e pubblicata sul portale web del quotidiano La Repubblica, ripropone il format di Travel Companions in versione femminile.

## Varie
- Dicembre 2010 - Il canale digitale terrestre Coming Soon Television trasmette tre episodi della serie nel programma "Short Stories"
- Gennaio 2011 - Alcuni episodi di Travel Companions sono acquisiti dal canale satellitare Comedy Central che li manda in onda nel programma quotidiano "TV Generica".
- Settembre 2011 - La web serie viene presentata con successo al Roma Fiction Fest nel corso dell'evento Spazio Web dedicato alle produzioni per la distribuzione digitale..
- Gennaio 2012 - Gli autori di Travel Companions realizzano un video per il portale FutureScapes di SONY e Forum for the Future.
- Maggio 2013 - Il video "Ricordati di me", riedizione dell'episodio 10 della Bassa Stagione della serie, vince il concorso CortoConiglio al Bellaria Film Festival, organizzato dalla trasmissione radiofonica di Radio Due "Il ruggito del coniglio".